# Свайнсона
Свайнсона (лат. Swainsona) — большой род растений семейства Бобовые (Fabaceae) из Австралазии. 
Включает в себя более 50 видов, многие из которых эндемики Австралии, один — Swainsona novae-zelandiae — встречается только в Новой Зеландии.
Относимый к трибе Galegeae, род Swainsonia образует кладу с новозеландскими родами Montigena, Clianthus, и Carmichaelia.
Род назван в честь английского ботаника Исаака Свайнсона.
Растение известно своими уникальными кроваво-красными листьями, и цветами, с луковичной черной сердцевинкой. Это один из самых известных полевых цветков в Австралии. Его привычные места обитания — засушливые районы центральной и северо-западной Австралии, а его ареал простирается на все австралийские штаты, за исключением штата Виктории.
Образцы Свайнсоны были впервые собраны Уильямом Дампьером, который записал свои первые наблюдения 22 августа 1699. Эти образцы находятся сегодня в Филдинг-Дрюс Гербарии в Оксфордском университете в Англии.
В 18-м веке растение называлось Cliantus dampieri, а позже стало более широко известно как Формоза Клайантус (Formosa в переводе с латинского «красивый»). Однако, позднее песчаная красавица была отнесена в семейство Бобовые под названием Swainsona formosa.
Дальнейшая реклассификация Formosa Willdampia была предложена в публикации Western Australian Naturalist в 1999 году, однако это предложение было отвергнуто со стороны научного сообщества в 2000 году.
Время цветения — весна и лето, особенно ускоряется появление цвета после дождя. Большинство видов растений низкорослые или стелющиеся, однако в области Пилбара на северо-западной Австралии были обнаружены экземпляры высотой в 2 метра.
Вообще свайнсона не считается растением долгожителем, но ему можно продлить жизнь, если будут созданы благоприятные условия. Если не трогать корни, цветение может возобновиться в следующем сезоне.
Свайнсона хорошо приспособлена к жизни в пустынной местности. Мелкие семена имеют долгую жизнеспособность и могут прорастать через много лет. Семена свайнсоны имеют жесткое покрытие, которое защищает их содержимое от суровых засушливых сред до следующего дождя, однако тормозит прорастание в обычных бытовых условиях.
Для Свайнсоны губительны малейшие повреждения корней, но, когда она прорастает в хорошо дренированных почвах, то не требует частого полива, и может выдержать не только экстремальное тепло и солнечный свет,  но и даже легкие заморозки.
Пустынный горох Стёрта не находится под угрозой исчезновения, однако вывозить образцы растений из Австралии без специального разрешения считается незаконным. Растения также нельзя собирать на территории частных земельных участков без письменного согласия владельца земли.
Формоза Клайантус была принята в качестве эмблемы штата Южная Австралия 23 ноября 1961 года. Этот цветок как элемент нередко используется в искусстве фотографии и как декоративный отделочный мотив.
Пустынный горох Стёрта также часто фигурирует в стихах и прозе, а также в некоторых легендах Австралии.
Сегодня же чаще всего мир может увидеть Свайнсону на почтовых марках Австралии.

## Виды
Некоторые виды:
- Swainsona acuticarinata (A.T.Lee) Joy Thomps.
- Swainsona adenophylla J.M.Black
- Swainsona affinis (A.T.Lee) Joy Thomps.
- Swainsona beasleyana F.Muell.
- Swainsona behriana F.Muell. ex J.M.Black
- Swainsona brachycarpa Benth.
- Swainsona bracteata (Maiden & Betche) Joy Thomps.
- Swainsona burkei F.Muell. ex Benth.
- Swainsona burkittii F.Muell. ex Benth.
- Swainsona cadellii F.Muell. ex C.Moore & Betche
- Swainsona calcicola Joy Thomps.
- Swainsona campestris J.M.Black
- Swainsona campylantha F.Muell.
- Swainsona canescens (Benth.) F.Muell.
- Swainsona colutoides F.Muell.
- Swainsona complanata Joy Thomps.
- Swainsona concinna F.M.Bailey
- Swainsona cornuta Joy Thomps.
- Swainsona coronillifolia Salisb. typus[2]
- Swainsona cyclocarpa F.Muell.
- Swainsona decurrens A.T.Lee
- Swainsona dictyocarpa J.M.Black
- Swainsona disjuncta Joy Thomps.
- Swainsona ecallosa Sprague
- Swainsona elegans A.T.Lee
- Swainsona elegantoides (A.T.Lee) Joy Thomps.
- Swainsona eremaea Joy Thomps.
- Swainsona extrajacens Joy Thomps.
- Swainsona fissimontana J.M.Black
- Swainsona flavicarinata J.M.Black
- Swainsona formosa (G. Don) Joy Thomps — Свайнсона прекрасная
- Swainsona forrestii F.Muell. ex A.T.Lee
- Swainsona fragilis F.M.Bailey
- Swainsona fraseri Benth.
- Swainsona fuscoviridis Joy Thomps.
- Swainsona galegifolia (Andrews) R.Br.
- Swainsona gracilis Benth.
- Swainsona greyana Lindl.
- Swainsona halophila Joy Thomps.
- Swainsona incei W.R.Price
- Swainsona kingii F.Muell.
- Swainsona laciniata A.T.Lee
- Swainsona laxa R.Br.
- Swainsona leeana J.Z.Weber
- Swainsona lessertiifolia DC.